# Hochschule für Gestaltung Offenbach am Main
Die Hochschule für Gestaltung ist eine Kunsthochschule des Landes Hessen in Offenbach am Main. Die Hochschule hat ca. 738 Studierende und 183 Mitarbeiter, davon 25 Professoren.

## Studium

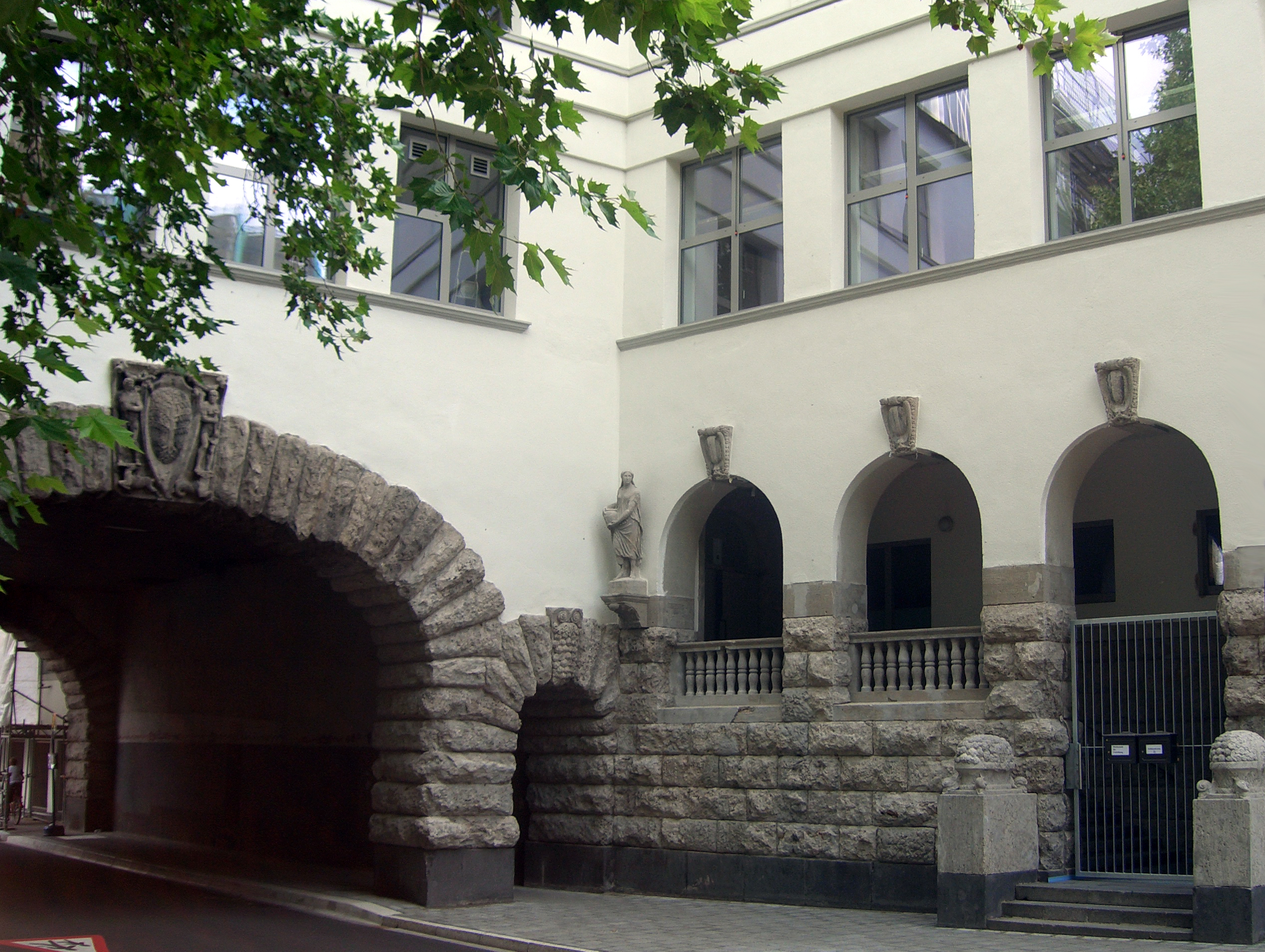
Eingang an der Schloßstraße (2005)

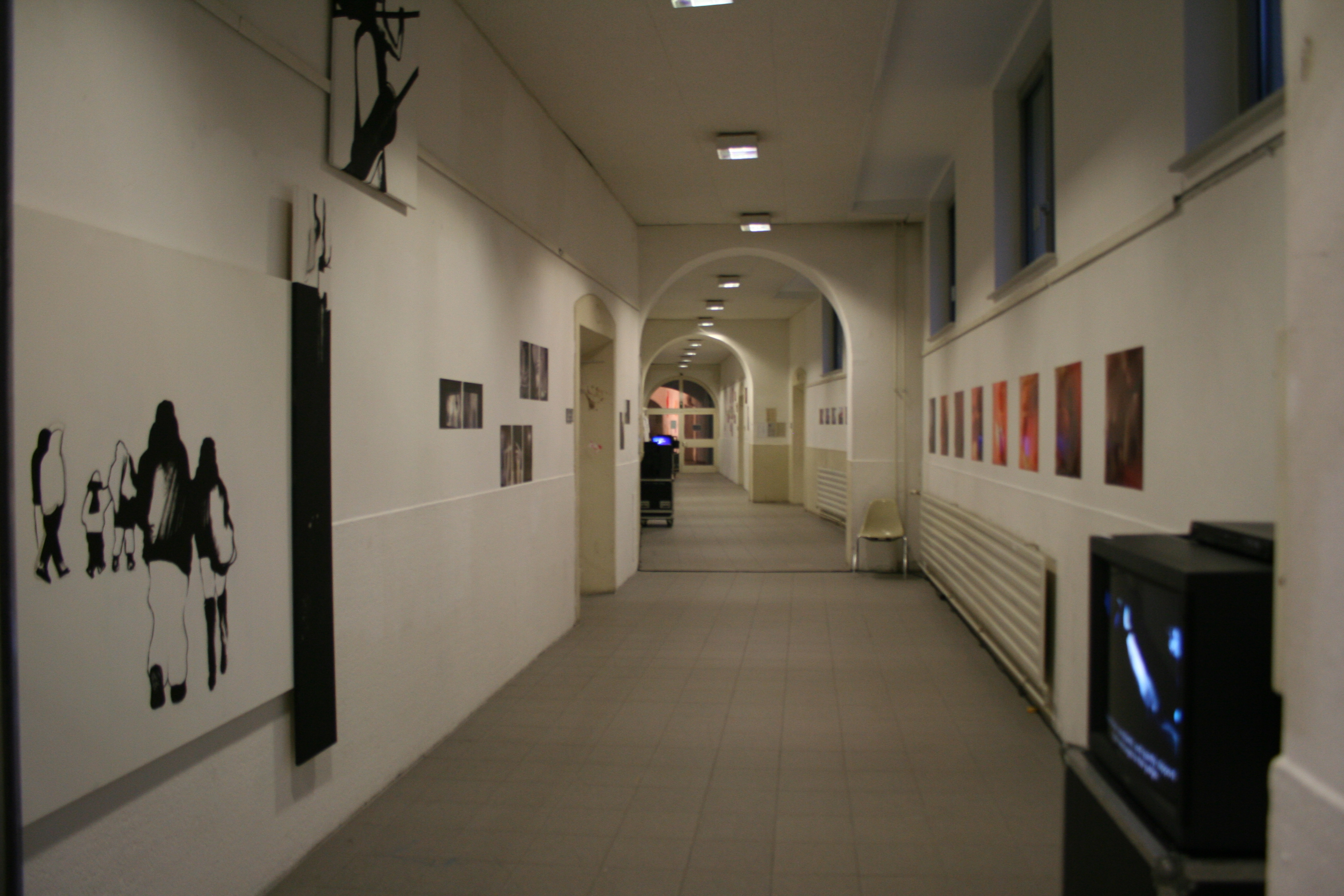
Ausstellung im Gebäude während eines Rundgangs (2008)

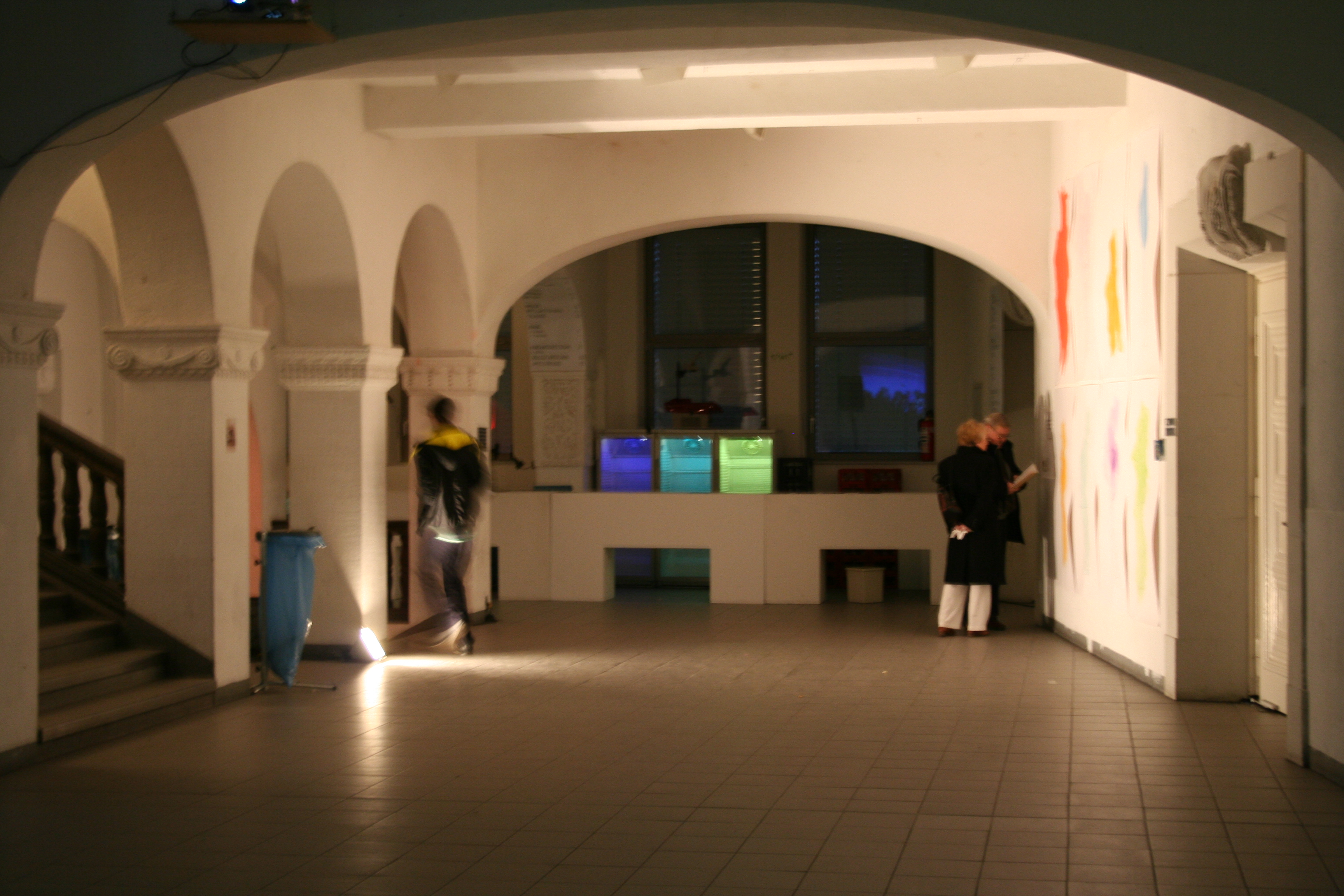
Erstsemesterpräsentation 2009, Rundgang 1. Etage

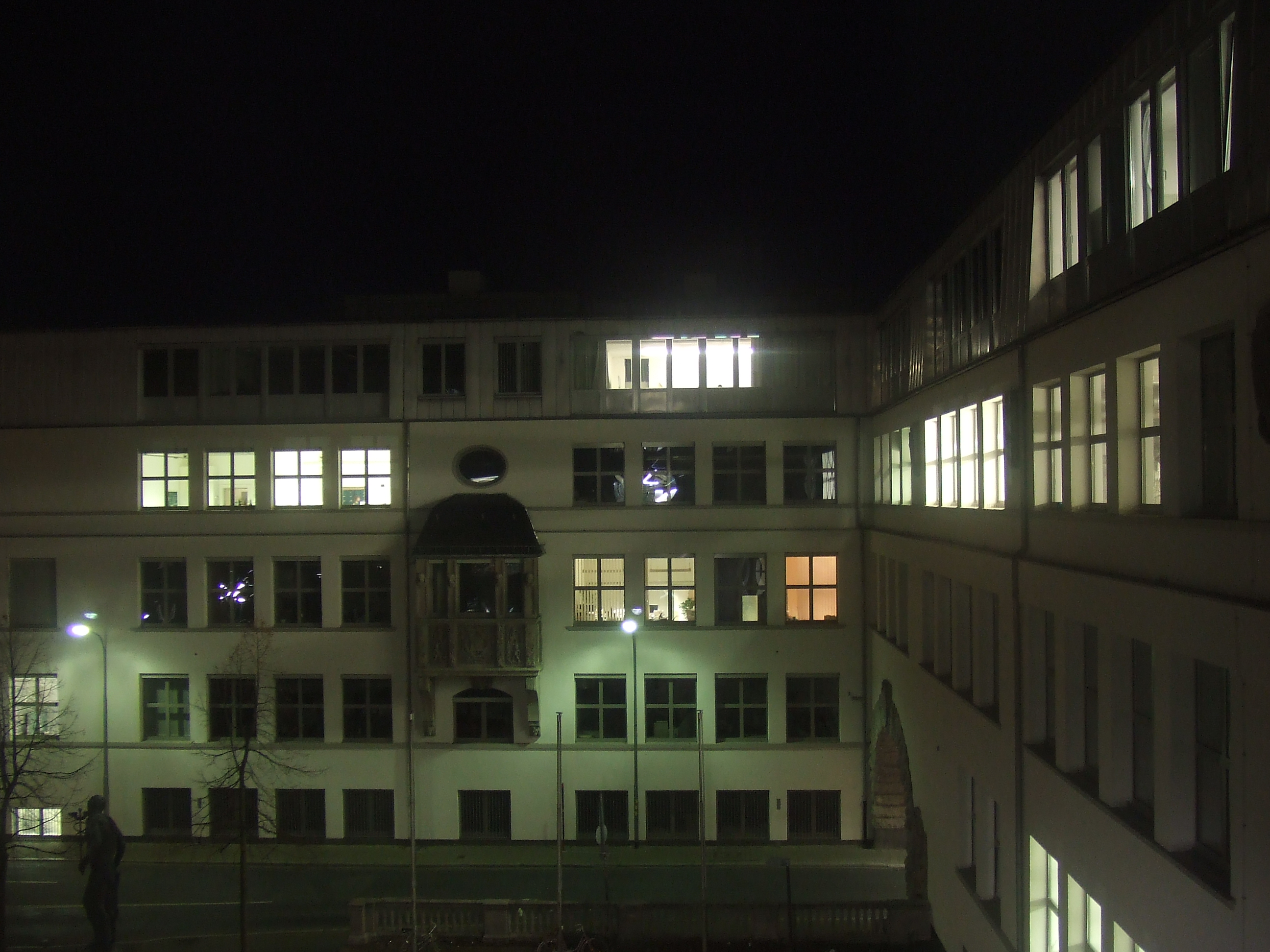
Blick vom Westflügel auf das Hauptgebäude (2007)

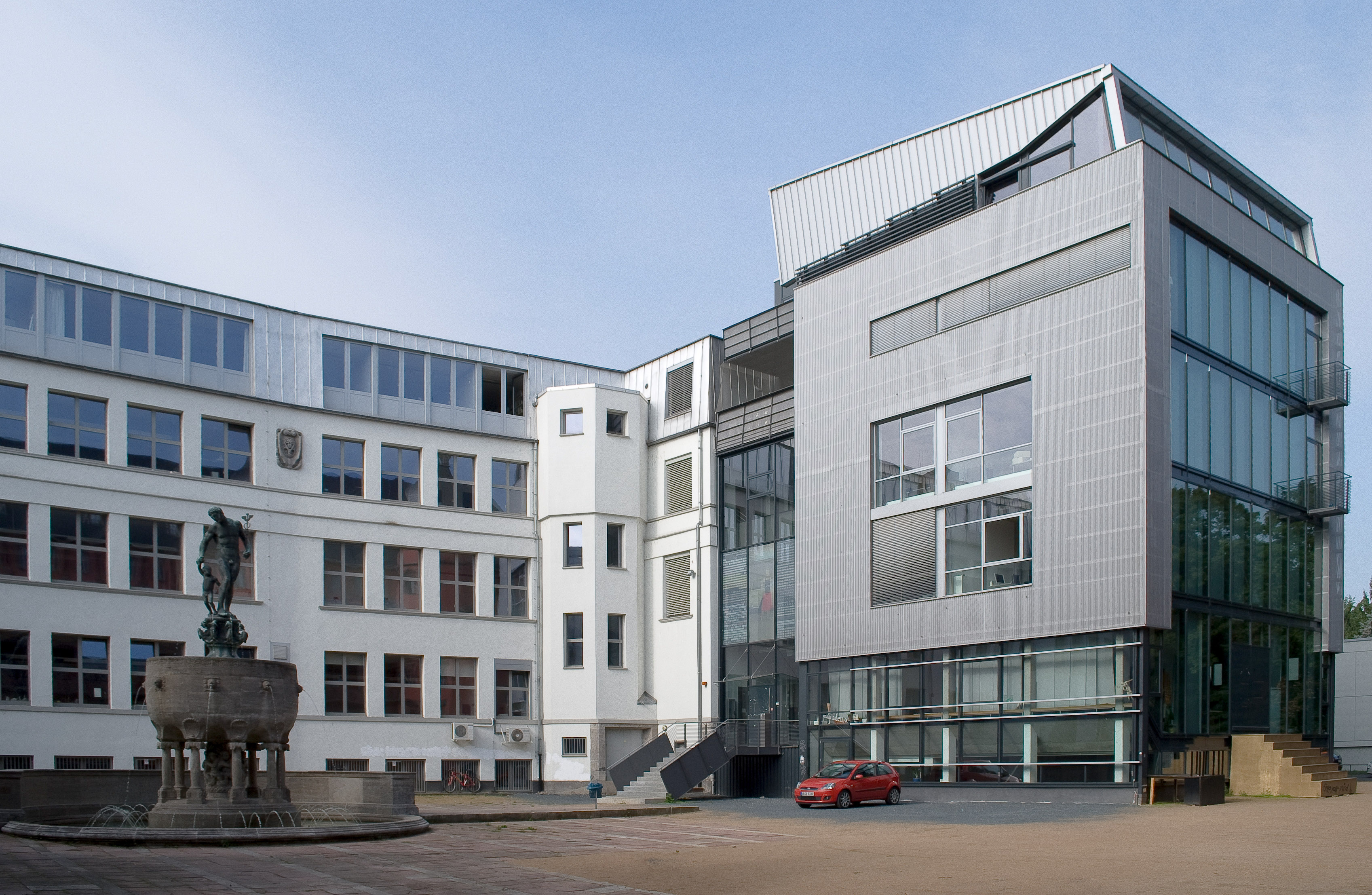
Schlossplatz mit Ludo-Mayer-Brunnen (von Heinrich Jobst) und Hauptgebäude mit dem 2003 neu errichteten Westflügel. Sichtbar der Stumpf des 2. Treppenhauses ohne Zwiebelturm (2008)

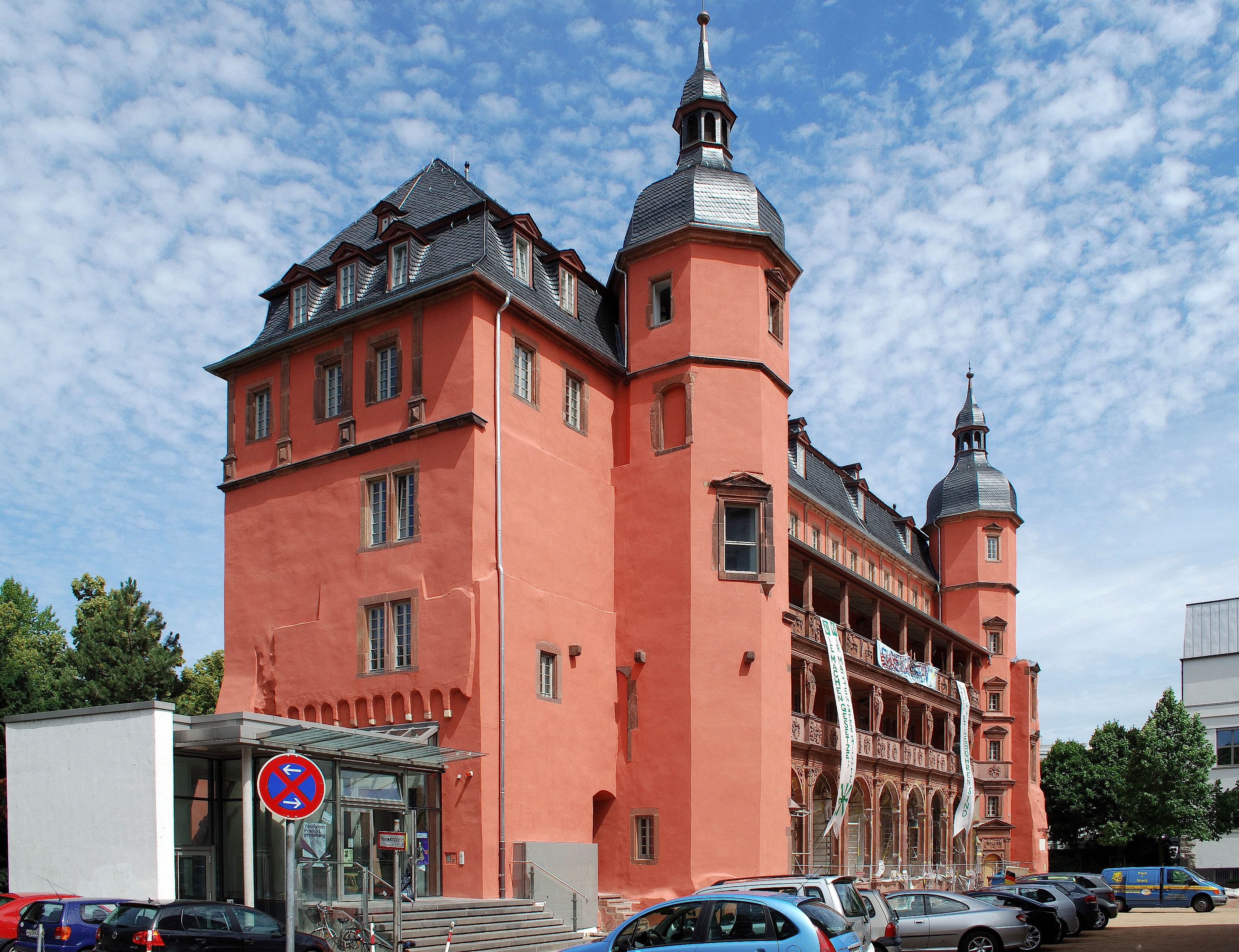
Das von der HfG genutzte Isenburger Schloss (2008)

Für den Abschluss des zehnsemestrigen Studiums Diplom-Designer stehen zwei Fachbereiche zur Auswahl: Kunst mit den Fachrichtungen Kommunikationsdesign, Medien, Bühnen- und Kostümbild und Design.
Zusätzlich bietet die Hochschule ein zweisemestriges Postgraduiertenstudium an.
Seit dem Sommersemester 2010 gibt es an der HfG Offenbach die Möglichkeit nach einem die Wissenschaft mit Kunst bzw. Gestaltung verschränkenden Modell zum Dr. phil. zu promovieren. Dabei gibt es die fachliche Ausrichtungen Kunst- und Medienwissenschaften oder Designwissenschaft.

## Geschichte
Die heutige Hochschule für Gestaltung Offenbach am Main wurde 1832 vom Geometer Georg Fink als Handwerkerschule gegründet. Sie fusionierte 1877 mit der Schule für Kunst und Industrie zu den Technische Lehranstalten in Offenbach am Main (engl.: Offenbach Institute of Technical Education) mit den Bereichen Maschinenbau, Bau- und Kunstgewerbe. Die 1883 erschienene The Cyclopædia of Education zählte die Schule zu den wichtigen Ausbildungsstätten ihres Bereichs in Europa. 1885 wurde das neue Gebäude am Mathildenplatz bezogen, welches sich bald als zu klein erwies (es wird heute von der Polizei genutzt).

### Blütezeit als „Offenbacher Schule“
Ab 1908 lehrte Dominikus Böhm an der HfG, der in Offenbach 1919 seinen ersten Kirchenbau errichtete (als erste „moderne“ Kirche überhaupt). Eine Spende des Fabrikanten Ludo Mayer ermöglichte 1910 einen Neubau für die Schule und den Umzug in das heutige Gebäude, das von Direktor Hugo Eberhardt entworfen wurde. Am 24. Januar 1913 wurde es in Beisein von Großherzog Ernst Ludwig eröffnet. Im Jahr 1914 wurde Mizzi Vogl an die Kunstgewerbeschule berufen. Sie übernahm dort die Klasse für künstlerische Frauenarbeit.
Aus der Lehrmittelsammlung ging 1917 das Deutsche Ledermuseum hervor. Von 1879 bis 1920 war Karl Brockmann an der Schule tätig, der den Schwerpunkt Entwurf von Mustern für die Industrie („Musterzeichner“) einführte, was heute in etwa dem Produktdesign entspricht. Man strebte eine „werkgerechte Materialbehandlung“ an. Ernst Engel, ein Grafiker an der Schule, initiierte in den 1930er Jahren die Zusammenarbeit von Eberhardt und dem Designer und Schriftgestalter Rudolf Koch. 1925 wurden die Textildesignerinnen Isolde Czóbel und Maria Steudel als erste Professorinnen an die Schule berufen.
In der Weltwirtschaftskrise erschöpften sich die Mittel des Landes, und das Konzept Einheit von Industrie und Kunst (die Vorform des Design) konnte sich gegenüber der Politik nicht behaupten. Die Schule musste erst die Bereiche Innenarchitektur, Bildhauerei und Dekorationsmalerei an Mainz abgeben. Nach dem Tod von Rudolf Koch 1934 ging das Profil verloren, das Hugo Eberhardt der Institution gegeben hatte, und als Offenbacher Schule weltweit das Synonym für eine materialgerechte und akademische Haltung gewesen war.

### Niedergang durch Abgabe von Fachbereichen in der Zeit des Nationalsozialismus und Nachkriegszeit
Die Nationalsozialisten ordneten die Abgabe des Fachbereichs Maschinenbau an die Hochschule Darmstadt an und benannten die Schule in Meisterschule des Deutschen Handwerks um, somit war diese faktisch zur Berufsschule degradiert und teilte das Schicksal der Städelschule. Nach 1945 wurde die Schule Werkkunstschule Offenbach am Main genannt. Die unter den Nationalsozialisten begonnene Entfernung akademischer Fachbereiche wurde fortgesetzt. Nun traf es den Fachbereich Architektur, der sich international besonders mit der Ausbildung von Kirchenbaumeistern profiliert hatte. An der HfG hatte man Architekten nicht als Dipl.-Ing. diplomiert, sondern wie an anderen Kunsthochschulen in Deutschland als Dipl.-Architekt. Zu dieser Zeit war die Berufsbezeichnung Architekt in Deutschland nicht geschützt. Nachdem Ende der 1960er und Anfang der 1970er Jahre in ganz Deutschland Architektenkammern eingerichtet wurden, erreichten diese, die Berufsbezeichnung Architekt an die Mitgliedschaft in einer Architektenkammer zu binden, und folglich konnte der traditionsreiche akademische Grad nicht mehr vergeben werden. Nach diversen Fristen ging der Fachbereich definitiv an die TU Darmstadt und schloss an der HfG zum 30. September 1983.

### Neukonstitution als Hochschule nach 1970
1970 erfolgte die Umwandlung in eine Kunsthochschule des Landes Hessen. Dabei übernahm die Hochschule als erste nach Schließung der renommierten HfG Ulm deren Titel „Hochschule für Gestaltung“ (den zuvor das Bauhaus benutzte) und nutzte einen großen Teil von deren Lehrkonzept. Der Erfolg hat dazu geführt, dass sich mittlerweile der Begriff „HfG“ fast als Gattungsbegriff durchgesetzt hat, und weitere Schulen sich HfG genannt haben. 1986 gelang es Kurt Steinel (Rektor der HfG von 1974 bis 1994), erneut Professorenstellen in den Bereichen Bildhauerei und Malerei einzurichten, nachdem diese vom Land ab 1934 eingespart wurden. Erster Professor der Bildhauerei wurde der Schweizer Vincenzo Baviera.
Im Fachbereich Produktgestaltung wurde ab den 1970er Jahren die „Theorie der Produktsprache“, der sogenannte „Offenbacher Ansatz“, entwickelt. Diese ermöglicht eine Bewertung und Gestaltung von Produkten nach formalen, symbolischen und semantischen Gesichtspunkten. 2006 wurde an der HfG das Institut für technologieorientierte Designinnovation (heute Design Institute of Technology) gegründet.

## Lage und Gebäude
Die Hochschule befindet sich im Rhein-Main-Gebiet, das eine hohe Design-Clusterbildung aufweist, unter anderem im Automobildesign. Der Campus liegt in unmittelbarer Nähe des Mains, und wenige Meter von der Hochschule befindet sich im Südflügel des Büsing-Palais an der Herrnstraße das Klingspor-Museum für Typografie und Buchkunst.
Der Hochschulcampus umfasst drei Gebäude, die um den Schlossplatz gruppiert sind:
- Das 1576 errichtete Isenburger Schloss
- Das 1909–1913 von Hugo Eberhardt entworfene Hauptgebäude
- Der 2003 neu errichtete Westflügel, entworfen von Reuter + Werr

Das heutige Hauptgebäude, 1909–1913 von Hugo Eberhardt als Neubau der Technischen Lehranstalt in historisierender Architekturform errichtet, befindet sich am Schlossplatz gegenüber dem Isenburger Schloss. Es wurde als zweiflügelige, hofartige Anlage mit einem Torbogen über der Schloßstraße erbaut. Unterschiedliche Geländer, Kapitelle etc. im Gebäude sollten als Muster für die Architekturstudenten dienen (sie sind bis heute erhalten). Der Bau wurde im Zweiten Weltkrieg stark beschädigt. Nach 1945 folgte ein Wiederaufbau, unter heftigen Protesten von Traditionalisten, die das Gebäude abreißen lassen wollten, um den Blick von der Stadt hin zum Schloss wiederherzustellen. Die vollkommen zerstörte Dachregion – ursprünglich ein durch Dachgauben und Turmhauben gegliedertes steiles Walmdach – wurde durch ein Flachgeschoss ersetzt. Dadurch wurde zwar eine zusätzliche, vollwertig nutzbare Etage geschaffen, jedoch die ursprüngliche architektonische Gesamtwirkung des Gebäudes und die Formensprache Eberhardts stark beeinträchtigt. Dadurch ist der ursprüngliche architektonische Dialog mit dem benachbarten Isenburger Schloss heute nur noch unvollständig erlebbar. Beim Wiederaufbau wurden neue Einheitsfenster eingebaut und alle ovalen Fenster bis auf eines (der Raum hätte sonst keines) zugemauert. Dieser Eingriff wurde mit der Renovierung im Jahr 2003 wieder rückgängig gemacht, als im Rahmen einer Fassadensanierung wieder Fenster mit mittigem Fensterkreuz eingebaut wurden.

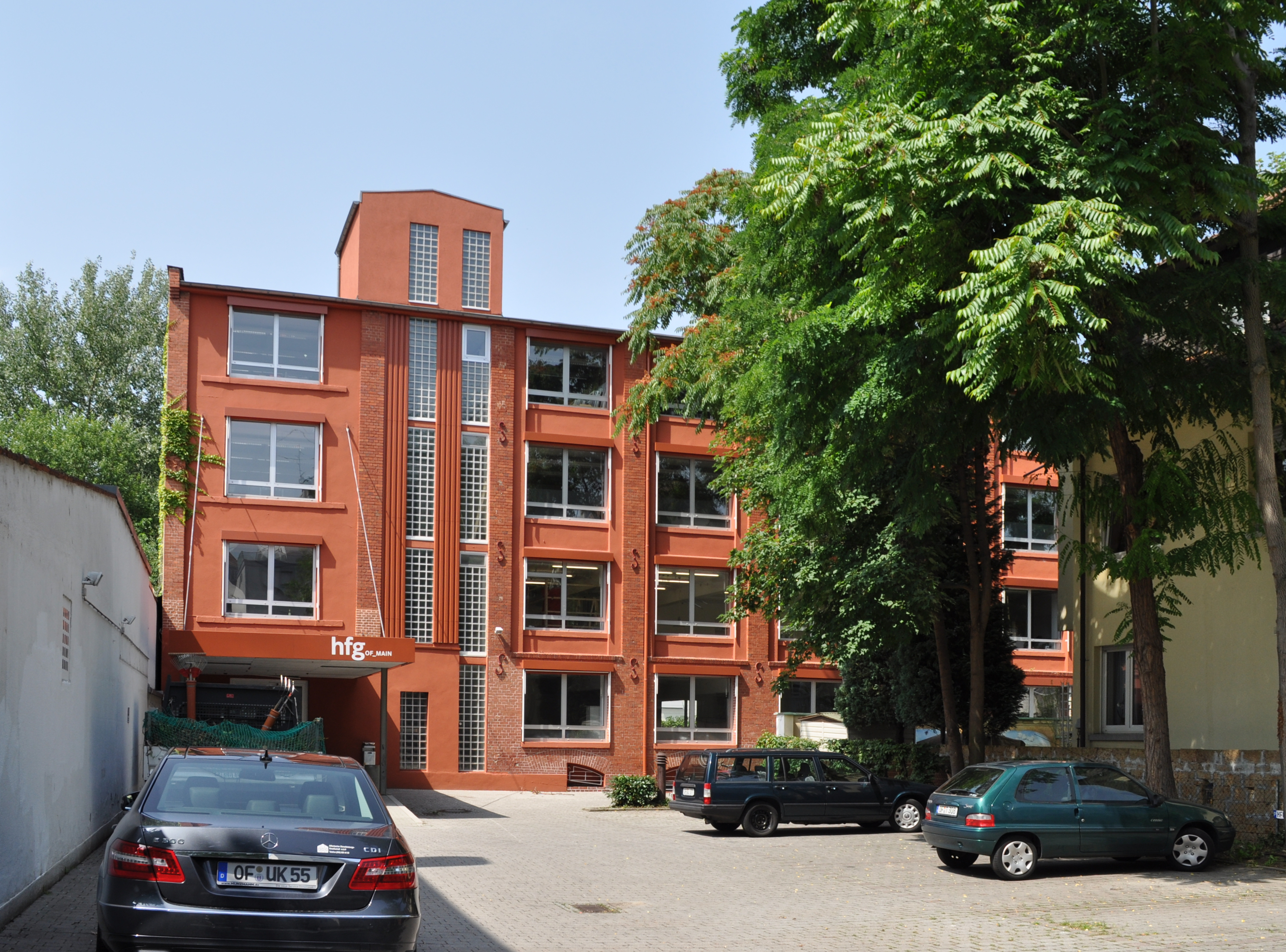
Standort Geleitsstraße 103 (2012)

Seit Beginn des Sommersemesters 2011 nutzt die HfG zusätzlich ein Gebäude Geleitsstraße 103.⊙ Dort sind untergebracht:
- die Fachrichtung Kunst (Bildhauerei, Experimentelle Raumkonzepte, Malerei und Performance im erweiterten Feld),
- die Professur Grafikdesign und Illustration,
- das Labor Kunst,
- die Grundlehre des Fachbereichs Kunst.

### Neubauprojekt
Im Jahr 2019 erwarb das Land Hessen ein ca. 15.000 m² großes Grundstück im Neubaugebiet am Offenbacher Hafen. Im Januar 2023 wurde ein internationaler Architektenwettbewerb entschieden. Hier soll ab 2026 ein kompletter Neubau der HfG realisiert werden. Das Land Hessen stellt hierfür im Rahmen des sogenannten HEUREKA II Programms etwa 100 Mio. € zur Verfügung.

### Bibliothek
Die Hochschule verfügt über eine umfangreiche Bibliothek zu Design, Kunst, Architektur. Die Bibliothek und Mediothek sind öffentlich zugänglich und auch online recherchierbar, das Magazin mit historischen Büchern jedoch nicht.